# Кнезовляни
Кнезовляни (хорв. Knezovljani) — населений пункт у Хорватії, у Сисацько-Мославинській жупанії у складі громади Доні Кукурузари.

## Населення
Населення за даними перепису 2011 року становило 81 осіб.
Динаміка чисельності населення поселення:

## Клімат
Середня річна температура становить 10,84 °C, середня максимальна – 25,02 °C, а середня мінімальна – -5,82 °C. Середня річна кількість опадів – 999 мм.
| Клімат поселення                              | Клімат поселення | Клімат поселення | Клімат поселення | Клімат поселення | Клімат поселення | Клімат поселення | Клімат поселення | Клімат поселення | Клімат поселення | Клімат поселення | Клімат поселення | Клімат поселення | Клімат поселення |
| Показник                                      | Січ.             | Лют.             | Бер.             | Квіт.            | Трав.            | Черв.            | Лип.             | Серп.            | Вер.             | Жовт.            | Лист.            | Груд.            |                  |
| Середній максимум, °C                         | 7,12             | 8,83             | 13,14            | 17,42            | 21,82            | 25,02            | 23,78            | 23,19            | 19,62            | 14,92            | 9,70             | 5,31             |                  |
| Середня температура, °C                       | 0,65             | 2,36             | 6,66             | 10,95            | 15,36            | 18,54            | 20,28            | 19,70            | 16,13            | 11,43            | 6,22             | 1,82             |                  |
| Середній мінімум, °C                          | −5,82            | −4,11            | 0,20             | 4,47             | 8,88             | 12,06            | 16,81            | 16,21            | 12,65            | 7,94             | 2,72             | −1,66            |                  |
| Норма опадів, мм                              | 62               | 60               | 70               | 83               | 88               | 97               | 89               | 90               | 90               | 92               | 99               | 79               |                  |
| Середньомісячна швидкість вітру, м/с          | 1.71             | 1.90             | 2.30             | 2.20             | 2.00             | 1.80             | 1.80             | 1.66             | 1.66             | 1.73             | 1.78             | 1.80             |                  |
| Середньомісячна сонячна радіація, кДж/м²·день | 4347             | 7129             | 10776            | 15227            | 19359            | 21520            | 22714            | 19707            | 14586            | 9144             | 4886             | 3566             |                  |
| --------------------------------------------- | ---------------- | ---------------- | ---------------- | ---------------- | ---------------- | ---------------- | ---------------- | ---------------- | ---------------- | ---------------- | ---------------- | ---------------- | ---------------- |
| Джерело:                                      |                  |                  |                  |                  |                  |                  |                  |                  |                  |                  |                  |                  |                  |